# チョコレートミントアイスクリーム
チョコレートミントアイスクリームは、ミント風味のアイスクリームにチップ状のチョコレートを加えたアイスクリームである。日本ではチョコミントアイスなどとも略称される。

## 特徴
フレーバーのミントとしてペパーミントとスペアミントが多く用いられるが、日本は食品表示で香原料の表示に定めはない。ミント風味リキュールのクレーム・ド・マントやミントの葉なども用いる。 ミントエキスは無色透明だが、チョコミントアイスクリームはミント色で着色して清涼感を演出している。白色の商品もある。

## 人気

### 日本
日本アイスクリーム協会の調査によれば、チョコレートミントよりもバニラやチョコレートアイスクリームの嗜好者が多く、嗜好が分かれるフレーバーである。

### アメリカ
International Dairy Foods Associationによれば、2000年に販売された全アイスクリーム類のうち、チョコレートミントアイスクリームはおよそ3%で人気ランキングは10位で、2017年7月のNational Ice Cream Month調査によれば、人気ランキングは全米4位であった。
バスキン・ロビンス（サーティワンアイスクリーム）は、チョコレートミントアイスクリーム味のミントチョコレートチップキャンディを商品化した。

## 歴史
バスキン・ロビンス(サーティワンアイスクリーム)は、創業時の1945年から提供する31種のフレーバーのうちに「ミントチョコレートチップアイスクリーム」を含んでいた。日本では、サーティワンアイスクリームの1号店が開店した1974年から販売するも当初はあまり好まれず、次第に受け入れられた。1985年にグリコが「セブンティーンアイス」のラインアップにミントフレーバーを加えた。日本のサーティーワンアイスクリームが2021年に実施した第1回フレーバー総選挙では5位にランクインした。その翌年の2022年に行われた第2回フレーバー総選挙では1位にランクインしており、サーティーワンアイスクリームは日本で発売されてから人気が定着したと分析している。

## ギャラリー
- Friendly'sの商品。
- Friendly'sの商品。
- スプーンですくった図。
- Turkey Hill（英語版）の商品パッケージ。
- コールド・ストーン・クリーマリーの商品。
- 盛り付け例。
- チョコソースをかけてミントを添えた図。